# 段文泉
段文泉（1972年3月—），河北涿州人，汉族，中国共产党党员。中华人民共和国政治人物、第十三届全国人民代表大会云南省代表。

## 生平
2004年8月，任云南省电力投资有限公司总经理。2012年8月，出任新组建的云南省能源投资集团有限公司党委书记、董事长。2021年11月5日，因涉嫌严重违纪违法，接受纪律审查和监察调查。
2018年，段文泉被选为云南省出席第十三届全国人民代表大会代表。2021年11月，涉嫌严重违纪违法，接受纪律审查和监察调查。2022年4月，被云南省人大常委会罢免全国人民代表大会代表职务，代表资格终止，且遭到开除党籍、开除公职处分。同年9月，经云南省人民检察院指定管辖，由云南省曲靖市人民检察院依法向云南省曲靖市中级人民法院提起公诉。